# Chenereilles, Haute-Loire
Chenereilles là một xã thuộc tỉnh Haute-Loire nam trung bộ nước Pháp. Xã Chenereilles, Haute-Loire nằm ở khu vực có độ cao trung bình 850 mét trên mực nước biển.
Sông Lignon du Velay chảy qua xã này.